# Lista de filmes baseados em jogos eletrônicos
Esta é uma lista de filmes adaptados dos videogames.

## Filmes para o cinema
| Ano  | Nome original                                 | Título no Brasil                             | Título em Portugal                        | Ref. |
| ---- | --------------------------------------------- | -------------------------------------------- | ----------------------------------------- | ---- |
| 1993 | Super Mario Bros.                             | Super Mario Bros.                            | Super Mario Bros.                         |      |
| 1994 | Street Fighter II: The Animated Movie         | Street Fighter II - O Filme                  |                                           |      |
| 1994 | Double Dragon                                 | Double Dragon                                | Double Dragon - O Filme                   |      |
| 1994 | Street Fighter                                | Street Fighter - A Batalha Final             | Street Fighter - A Ultima Batalha         |      |
| 1995 | Mortal Kombat                                 | Mortal Kombat                                | Combate Mortal                            |      |
| 1997 | Mortal Kombat: Annihilation                   | Mortal Kombat 2 - A Aniquilação              | Combate Mortal 2                          |      |
| 1999 | Wing Commander                                | Wing Commander - A Batalha Final             |                                           |      |
| 2001 | Lara Croft: Tomb Raider                       | Lara Croft: Tomb Raider                      | Lara Croft: Tomb Raider                   |      |
| 2001 | Final Fantasy: The Spirits Within             | Final Fantasy: The Spirits Within            |                                           |      |
| 2002 | Resident Evil                                 | Resident Evil - O Hóspede Maldito            | Resident Evil                             |      |
| 2003 | House of the Dead                             | House of the Dead                            |                                           |      |
| 2003 | Lara Croft Tomb Raider: The Cradle of Life    | Lara Croft: Tomb Raider - A Origem da Vida   | Lara Croft: Tomb Raider - O Berço da Vida |      |
| 2004 | Resident Evil: Apocalipse                     | Resident Evil - Apocalipse                   | Resident Evil - Apocalipse                |      |
| 2005 | Alone in the Dark                             | Alone in the Dark - O Despertar do Mal       | Alone in the Dark - Sozinhos no Escuro    |      |
| 2005 | Final Fantasy VII: Advent Children            |                                              |                                           |      |
| 2005 | Doom                                          | Doom - A Porta do Inferno                    | Doom - Sobrevivência                      |      |
| 2005 | BloodRayne                                    | BloodRayne                                   |                                           |      |
| 2006 | Forbidden Siren                               | Forbidden Siren                              | Forbidden Siren                           |      |
| 2006 | Silent Hill                                   | Terror em Silent Hill                        | A Maldição do Vale                        |      |
| 2006 | DOA: Dead or Alive                            | DOA - Vivo ou Morto                          |                                           |      |
| 2007 | Postal                                        | Salve-se Quem Puder!                         |                                           |      |
| 2007 | Resident Evil: Extinction                     | Resident Evil 3 - A Extinção                 | Resident Evil 3 - Extinção                |      |
| 2007 | Hitman                                        | Hitman - Assassino 47                        |                                           |      |
| 2008 | In the Name of the King: A Dungeon Siege Tale | Em Nome do Rei                               | Em Nome do Rei - Ascensão e Luta          |      |
| 2008 | Far Cry                                       | Far Cry: Fuga do Inferno                     |                                           |      |
| 2008 | OneChanbara                                   |                                              |                                           |      |
| 2008 | Yakuza: Like A Dragon                         |                                              |                                           |      |
| 2008 | Max Payne                                     | Max Payne                                    | Max Payne                                 |      |
| 2008 | Resident Evil: Degeneration                   | Resident Evil: Degeneração                   |                                           |      |
| 2009 | Street Fighter: The Legend of Chun-Li         | Street Fighter - A Lenda de Chun-Li          |                                           |      |
| 2009 | The King of Fighters                          | The King of Fighters: A Batalha Final        |                                           |      |
| 2009 | Tekken                                        | Tekken                                       |                                           |      |
| 2010 | Prince of Persia: The Sands of Time           | Príncipe da Persia e as Areias do Tempo      |                                           |      |
| 2010 | BloodRayne 3: The Third Reich                 | BloodRayne 3: O Terceiro Reich               |                                           |      |
| 2010 | Resident Evil: Afterlife                      | Resident Evil 4: Recomeço                    | Resident Evil: Ressurreição               |      |
| 2012 | Resident Evil: Retribution                    | Resident Evil 5: Retribuição                 | Resident Evil 5: Retaliação               |      |
| 2012 | Silent Hill: Revelation 3D                    | Silent Hill: Revelação                       |                                           |      |
| 2012 | Resident Evil: Damnation                      | Resident Evil: Condenação                    |                                           |      |
| 2014 | Need for Speed                                | Need for Speed - O Filme                     |                                           |      |
| 2015 | Hitman: Agent 47                              | Hitman: Agente 47                            | Hitman                                    |      |
| 2016 | Ratchet & Clank                               | Heróis da Galáxia: Ratchet & Clank           | Ratchet & Clank                           |      |
| 2016 | The Angry Birds Movie                         | Angry Birds: O Filme                         | Angry Birds: O Filme                      |      |
| 2016 | Warcraft                                      | Warcraft: O Primeiro Encontro de Dois Mundos | Warcraft                                  |      |
| 2016 | Assassin's Creed                              | Assassin's Creed: O Filme                    | Assassin's Creed                          |      |
| 2017 | Resident Evil: The Final Chapter              | Resident Evil 6: O Capitulo Final            | Resident Evil: O Último Capitulo          |      |
| 2018 | Tomb Raider                                   | Tomb Raider: A Origem                        | Tomb Raider                               |      |
| 2018 | Rampage                                       | Rampage: Destruição Total                    | Rampage: Fora de Controle                 |      |
| 2018 | Slender Man                                   | Slender Man: Pesadelo Sem Rosto              | Slender Man                               |      |
| 2019 | Pokémon: Detetive Pikachu                     | Pokémon: Detetive Pikachu                    | Pokémon: Detetive Pikachu                 |      |
| 2019 | The Angry Birds Movie 2                       | Angry Birds 2: O Filme                       | Angry Birds 2: O Filme                    |      |
| 2020 | Sonic the Hedgehog                            | Sonic - O Filme                              | Sonic - O Filme                           |      |
| 2021 | Mortal Kombat                                 | Mortal Kombat                                | Mortal Kombat                             |      |
| 2022 | Uncharted (filme)                             | Uncharted: Fora do Mapa                      | Uncharted                                 |      |
| 2022 | Sonic the Hedgehog 2                          | Sonic 2 - O Filme                            | Sonic 2 - O Filme                         |      |
| 2023 | Five Nights at Freddy's                       | Five Nights at Freddy's - O Pesadelo Sem Fim | Five Nights at Freddy's O Filme           |      |
| 2024 | Sonic the Hedgehog 3                          | Sonic 3: O filme                             | Sonic 3: O Filme                          |      |
| 2025 | Um Filme Minecraft                            | Um Filme Minecraft                           | Um Filme Minecraft                        |      |
| 2025 | Five Nights at Freddy's 2                     | Five Nights at Freddy's 2                    | Five Nights at Freddy's 2                 |      |

## Filmes direto para o vídeo
| Ano  | Nome original                                        | Título no Brasil          | Título em Portugal | Ref. |
| ---- | ---------------------------------------------------- | ------------------------- | ------------------ | ---- |
| 1986 | Super Mario Bros.: Peach-Hime Kyushutsu Dai Sakusen! |                           |                    |      |
| 1994 | Final Fantasy: Legend of the Crystals                |                           |                    |      |
| 1996 | Battle Arena Toshinden                               |                           |                    |      |
| 1997 | Tekken: The Motion Picture                           |                           |                    |      |
| 1997 | Voltage Fighters: Gowcaizer the Movie                |                           |                    |      |
| 1999 | Street Fighter Alpha: The Movie                      |                           |                    |      |
| 1999 | Sonic the Hedgehog: The Movie                        |                           |                    |      |
| 1999 | Samurai Spirits 2: Asura Zanmaden                    |                           |                    |      |
| 2000 | Sin: The Movie                                       |                           |                    |      |
| 2001 | Zone of the Enders: 2167 Idolo                       |                           |                    |      |
| 2001 | Sakura Wars: The Movie                               |                           |                    |      |
| 2004 | Galerians: Rion                                      |                           |                    |      |
| 2005 | Kirby: Fright to the Finish                          |                           |                    |      |
| 2005 | Last Order: Final Fantasy VII                        |                           |                    |      |
| 2005 | Street Fighter Alpha: Generations                    |                           |                    |      |
| 2006 | House of the Dead 2                                  |                           |                    |      |
| 2007 | BloodRayne II: Deliverance                           |                           |                    |      |
| 2008 | Dead Space: Downfall                                 |                           |                    |      |
| 2008 | Far Cry                                              | Far Cry - Fuga do Inferno |                    |      |
| 2009 | OneChanbara 2 :Zombie Killer Vortex                  |                           |                    |      |
| 2009 | Alone in the Dark II                                 |                           |                    |      |
| 2009 | Dante's Inferno: An Animated Epic                    |                           |                    |      |
| 2010 | Halo Legends                                         |                           |                    |      |
| 2011 | In the Name of the King 2: Two Worlds                |                           |                    |      |
| 2013 | In the Name of the King 3: The Last Mission          |                           |                    |      |